# Sturnira perla
Sturnira perla (Jarrin & Kunz, 2011) è un pipistrello della famiglia dei Fillostomidi endemico dell'Ecuador.

## Descrizione

### Dimensioni
Pipistrello di piccole dimensioni, con la lunghezza dell'avambraccio tra 42,13 e 44,38 mm e la lunghezza del piede tra 11,84 e 14,58 mm.

### Aspetto
Si tratta di una forma criptica, esternamente indistinguibile da S.lilium.

## Biologia

### Alimentazione
Si nutre di frutta.

## Distribuzione e habitat
Questa specie è endemica dell'Ecuador nord-occidentale. Probabilmente è presente anche in Colombia.
Vive nelle foreste pluviali tropicali fino a 220 metri di altitudine.

## Conservazione
Questa specie, essendo stata scoperta solo recentemente, non è stata sottoposta ancora a nessun criterio di conservazione.